# Big Bird (Muppet)
Big Bird, in het Nederlands Grote Vogel of Neef Jan geheten, is een reusachtige gele vogel uit het Amerikaanse kinderprogramma Sesame Street. Hij is een van de belangrijkste muppets van het programma. In de Nederlandstalige versie van het programma, Sesamstraat, is Pino de tegenhanger van Big Bird. Deze is niet geel, maar blauw van kleur.
Big Bird stelt een zesjarige voor. Hij houdt van spelen en is naïef, vrolijk en leergierig. Hij woont in een vogelnest naast de vuilnisbak van Oscar het Moppermonster.

## Acteurs
Poppenspeler Caroll Spinney speelt Big Bird vanaf het begin van Sesame Street in 1969. In eerste instantie zou Jim Henson, de geestelijk vader der Muppets, zelf de rol op zich nemen. Poppenmaker Kermit Love vond echter dat Henson niet kon lopen zoals men van een kinderlijke vogel zou verwachten. Aangezien Frank Oz een hekel had aan het spelen van zulke grote poppen, werd Spinney ingehuurd, die eveneens de rol van Oscar het Moppermonster kreeg toebedeeld. Vanwege Spinneys leeftijd speelt Matt Vogel sinds 2002 ook geregeld Big Bird.
De Nederlandse stem van Neef Jan of Grote Vogel in Sesamstraat wordt gedaan door Olaf Wijnants.